# Bettlach (Soleura)
Bettlach es una comuna suiza del cantón de Soleura, situada en el distrito de Lebern. Limita al norte, este y oeste con las comunas de Grenchen y Selzach, y al sur con Leuzigen (BE) y Arch (BE).

## Ciudades hermanadas

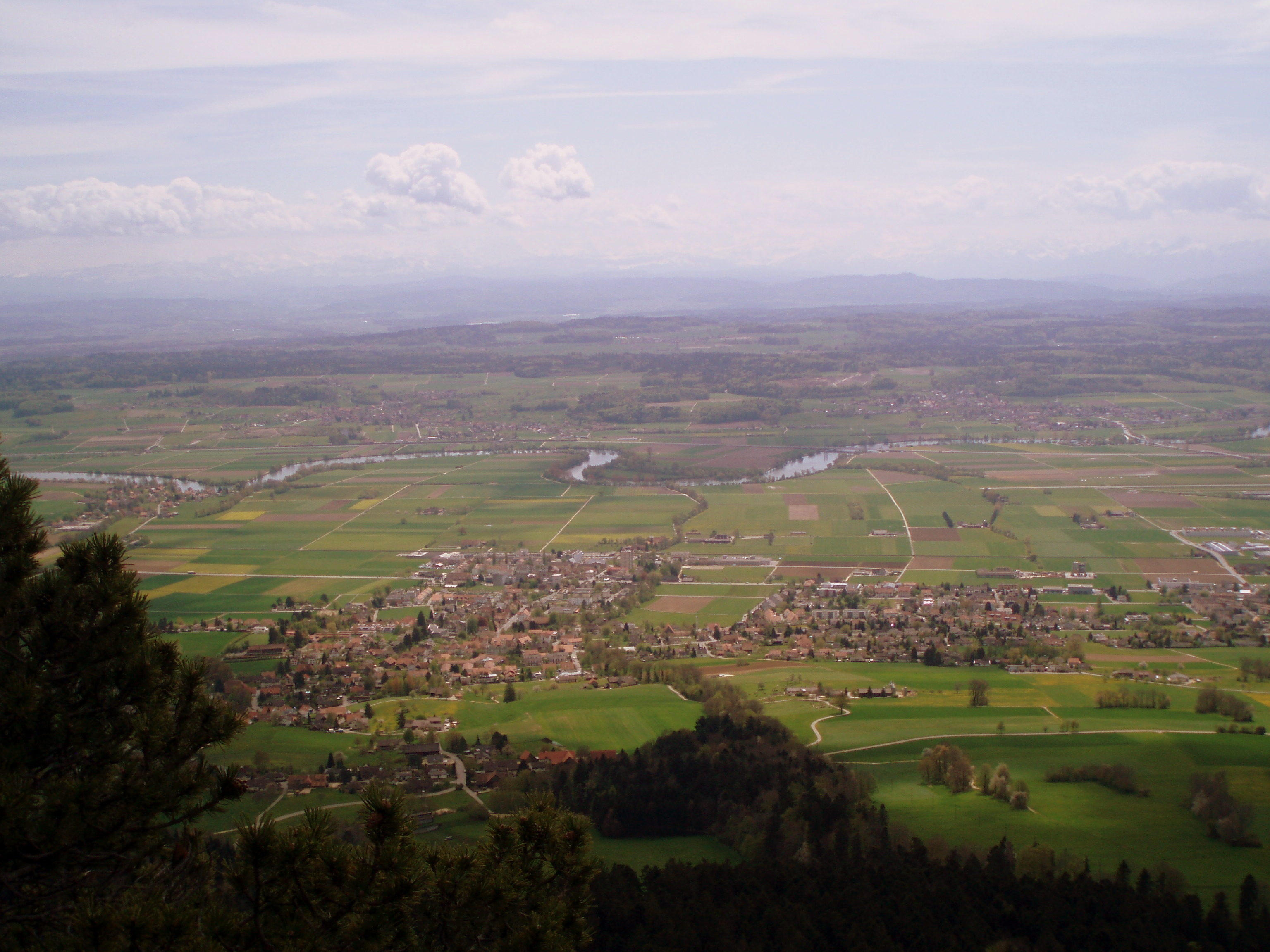
Vista de Bettlach.

- Bettlach.
- Lütschental.